# Judit Fekete (Schauspielerin)
Judit „Jude“ Fekete (anhörenⓘ * in Pécs, Komitat Baranya) ist eine ungarische Theater- und Filmschauspielerin.

## Leben
Fekete wurde in Pécs geboren und wuchs dort auch auf. Ihren Bachelor of Fine Arts erwarb sie in den Vereinigten Staaten. Anschließend zog sie nach London. Dort machte sie ihren Master an der Central School of Speech and Drama. Nach ihrem erfolgreichen Abschluss zog sie an die Westküste der USA und wurde in Los Angeles wohnhaft. Anfang des 21. Jahrhunderts sammelte sie erste filmische Erfahrungen in einer Reihe von Kurzfilmen. Von 2012 bis 2016 war sie in insgesamt 43 Episoden der Fernsehserie Barátok közt in der Rolle der Olívia Szentesi zu sehen. 2013 übernahm sie die Rolle der Lacey im Katastrophenfilm 100° Below Zero – Kalt wie die Hölle. 2019 mimte sie in drei Episoden des Netflix Originals The Witcher die Rolle der Vanielle of Brugge.

## Filmografie (Auswahl)
- 2006: Earthly Things (Kurzfilm)
- 2007: The Face of Forget (Kurzfilm)
- 2008: And Then She Was Gone (Kurzfilm)
- 2008: Creating Discourse (Kurzfilm)
- 2008: Licious (Kurzfilm)
- 2008: The Assassin’s Wife (Kurzfilm)
- 2010: Paddle Out (Kurzfilm)
- 2011: Genie (Kurzfilm)
- 2012–2016: Barátok közt (Fernsehserie, 43 Episoden)
- 2013: 100° Below Zero – Kalt wie die Hölle (100 Degrees Below Zero)
- 2013: Strike Back (Fernsehserie, Episode 4x07)
- 2014: Six Dance Lessons in Six Weeks
- 2015: Dough
- 2017: Year Million (Mini-Serie, 5 Episoden)
- 2019: Loveless (Kurzfilm)
- 2019: The Witcher (Fernsehserie, 3 Episoden)
- 2020: 8 Graves
- 2021: Baptiste (Fernsehserie, Episode 2x04)